# سنچری ویلیج (فلوریدا)
سنچری ویلیج (به انگلیسی: Century Village) یک منطقهٔ مسکونی در ایالات متحده آمریکا است که در شهرستان پام بیچ، فلوریدا قرار دارد. سنچری ویلیج ۲٫۸ کیلومتر مربع مساحت و ۷٬۶۱۶ نفر جمعیت دارد و ۵ متر بالاتر از سطح دریا قرار دارد.